# Drassodes andorranus
Drassodes andorranus är en spindelart som beskrevs av Denis 1938. Drassodes andorranus ingår i släktet Drassodes och familjen plattbuksspindlar.
Artens utbredningsområde är Andorra. Inga underarter finns listade i Catalogue of Life.